# HD 82943 c
HD 82943 c는 바다뱀자리 방향으로 지구로부터 약 89 광년 떨어져 있는 외계 행성이다. 2001년 G형 주계열성 HD 82943 주위를 돌고 있는 것을 발견했다. 이 행성은 같은 행성계의 형제인 HD 82943 b보다 항성에 더 가깝다.
발견 방법은 도플러 분광법으로, 행성이 항성에 중력적으로 영향을 미쳐 별을 흔드는 현상을 통해 행성의 발견을 알아내는 것이다. 지금까지 발견된 외계 행성들 중 상당수가 이 방법으로 발견되었다. 그러나 이 방법의 가장 큰 문제점은 행성의 정확한 질량을 알 수 없다는 것이다. 마찬가지로 HD 82943 c의 최소 질량은 목성의 2배 정도인데, 궤도경사각이 어느 정도이냐에 따라 훨씬 더 무거워질 수도 있다.

## 같이 보기
- HD 82943 b